# Café Goldegg

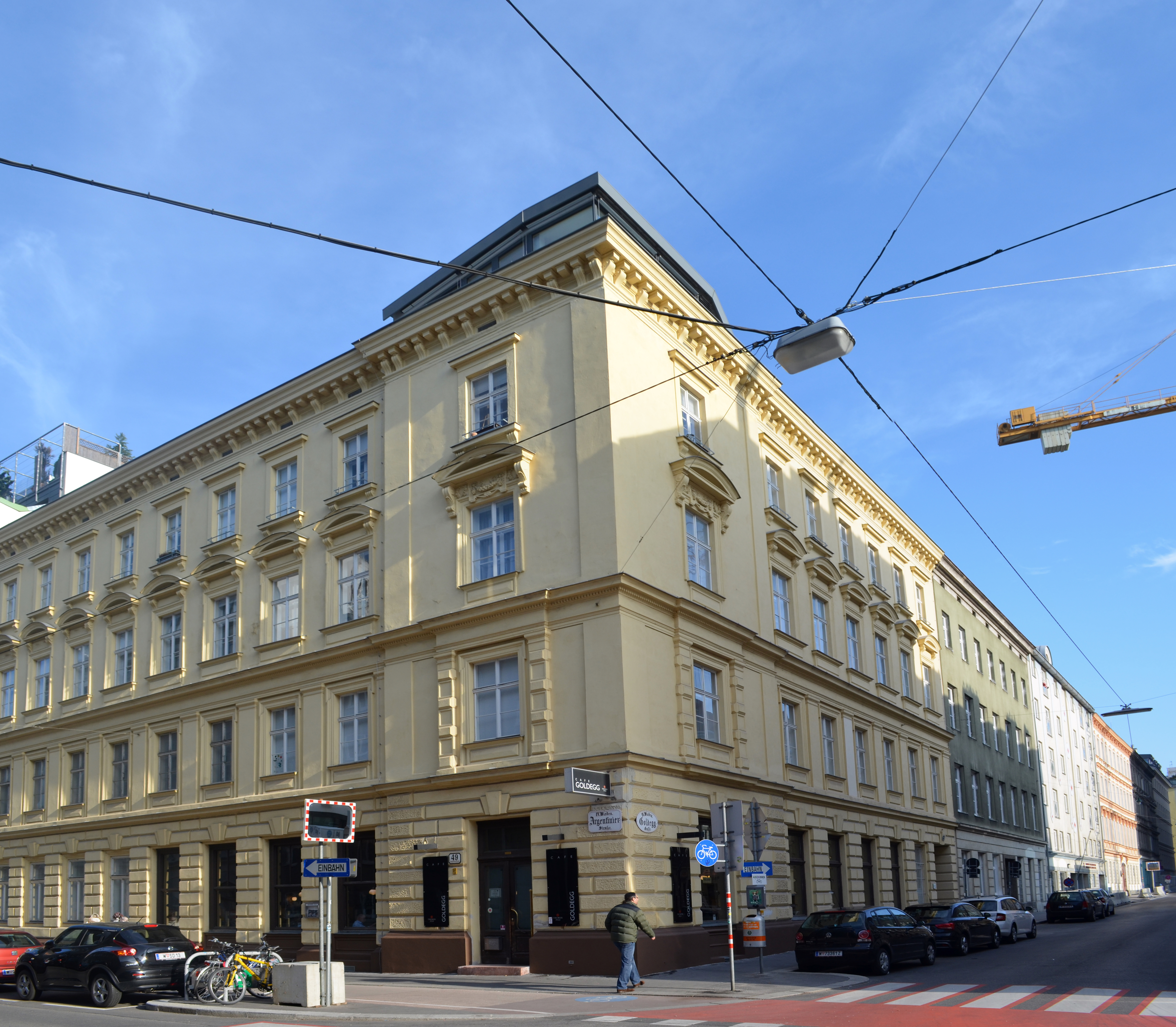
Links die Argentinierstraße, rechts die Goldegggasse

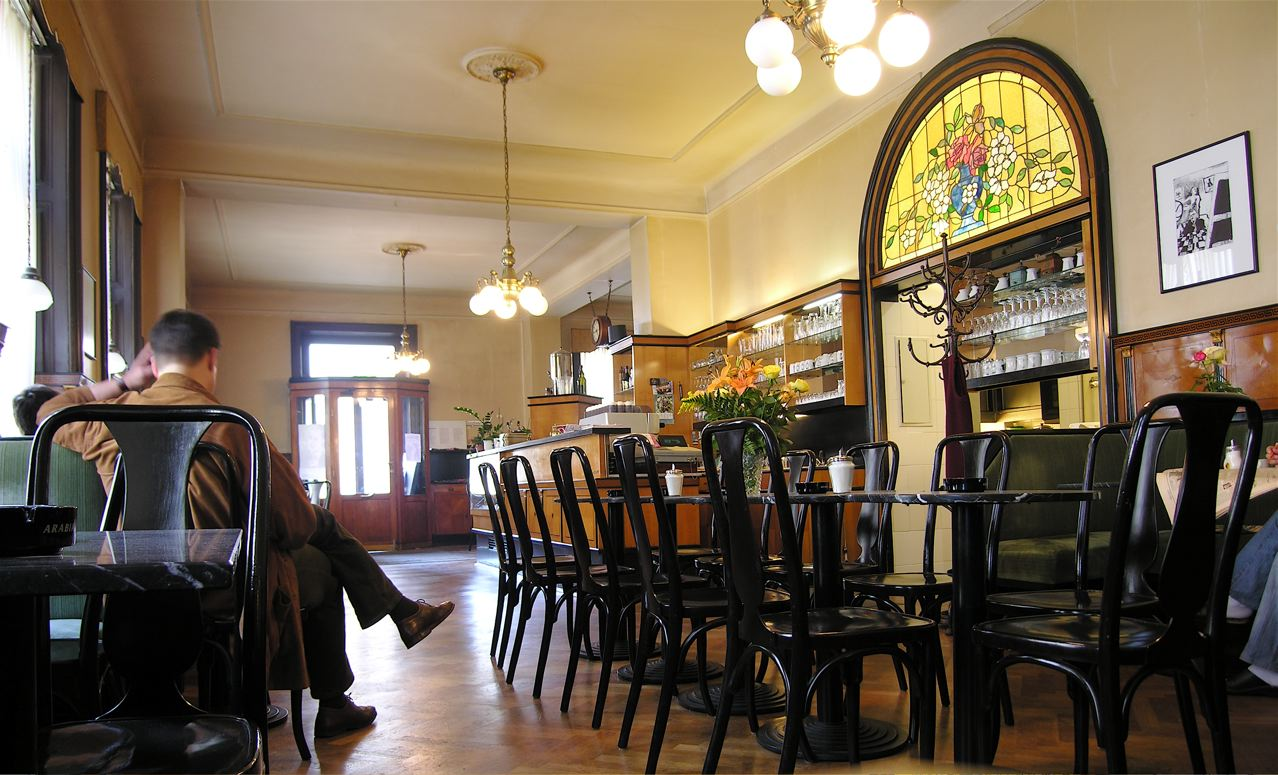
Ein Flügel des Cafés und die Theke

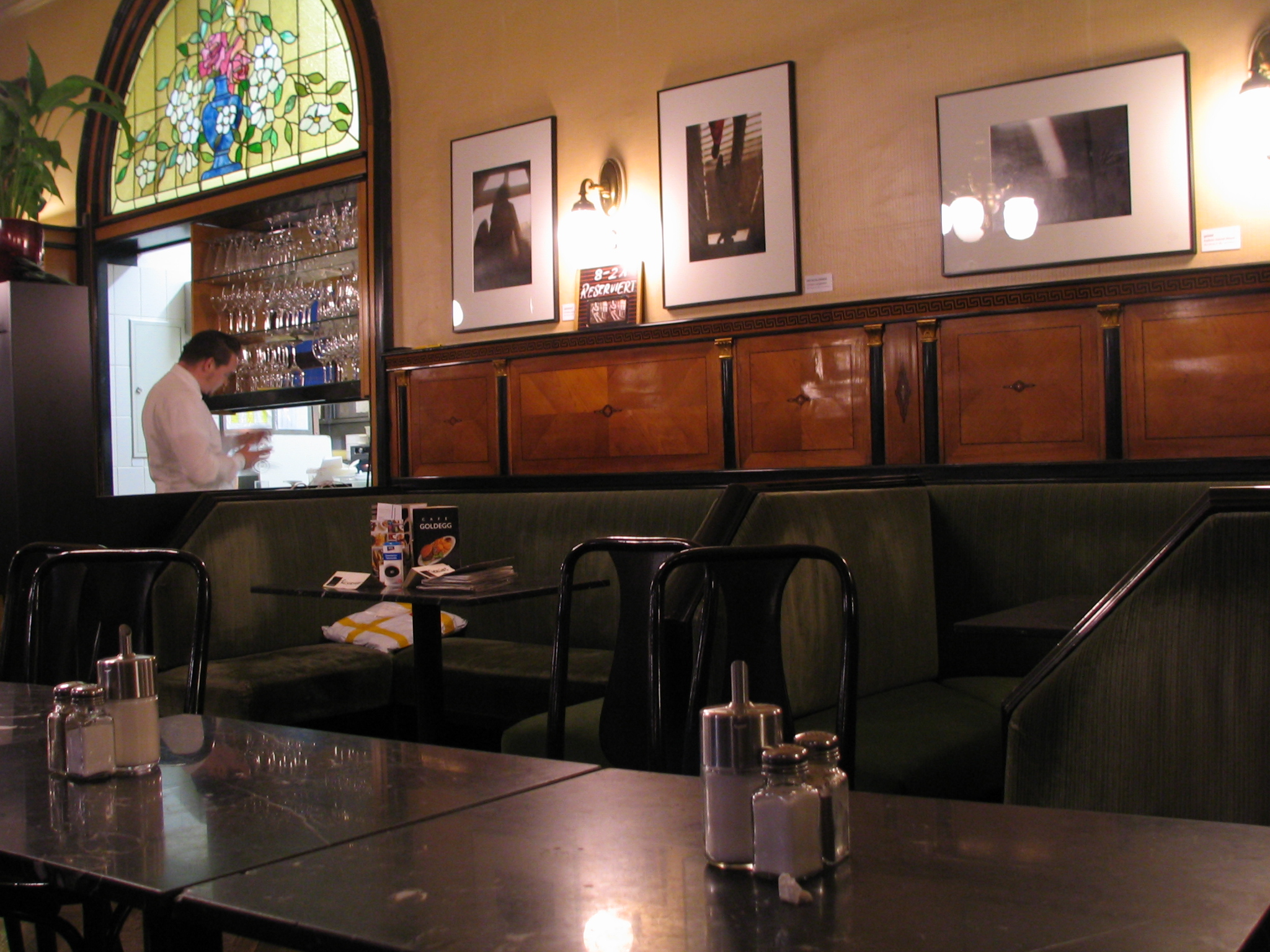
Wandvertäfelungen mit Intarsien und grüne Plüsch-Nischen

Das Café Goldegg ist ein typisches Wiener Kaffeehaus. Es befindet sich an der Argentinierstraße 49, an der Ecke zur Goldegggasse im 4. Wiener Gemeindebezirk, Wieden, nahe dem Hauptbahnhof.

## Geschichte und Ausstattung
Das Café Goldegg wurde 1910 von der Wiener Kaffeehausfamilie Dobner gegründet. Das damalige Café Dobner war ein Stammlokal von Eisenbahnern. Während der NS-Zeit diente es bis Mai 1941 als Treffpunkt von verfolgten Gewerkschaftern und Revolutionären Sozialisten, vor allem von Eisenbahnern. Zu den Organisatoren dieser Treffen gehörten Richard Freund, Andreas Thaler und Karl Dlouhy.
1988/89 erfolgte eine vom Wiener Altstadterhaltungsfonds unterstützte, originalgetreue Sanierung und eine Unterstellung unter den Denkmalschutz.
Hervorstechend im Goldegg sind ausgearbeitete Wandvertäfelungen: im Zentrum von Holzquadraten sind Intarsien aus Ebenholz eingelegt. Ansonsten sind die Räume mit hellem Parkettboden, schwarzen Marmortischen mit weißer Äderung, dunkelgrünen Plüschbezügen in den Sitznischen und Messing-Lustern ausgestattet. Vorhanden sind zwei Billardtische und ein Extraraum für Veranstaltungen.
Wegen all dieser klassischen Elemente eines Kaffeehauses im Jugendstil wurde das Goldegg verschiedentlich als Kulisse für Filmaufnahmen verwendet.